# Seznam norveških smučarjev
Seznam norveških smučarjev.

## A
- Marianne Aam
- Kjetil André Aamodt
- Bjarne Arentz
- Lasse Arnesen

## B
- Trine Bakke
- Hedda Berntsen
- Iver Bjerkestrand
- Lucas Pinheiro Braathen
- Bjørn Brudevoll
- Hans Petter Buraas

## C
- Simen Ramberg Christensen

## E
- Dikke Eger-Bergmann
- Stein Eriksen

## F
- Merete Fjeldavlie
- Mina Fuerst Holtmann
- Ole Kristian Furuseth

## G
- Caroline Gedde-Dahl
- Trude Gimle

## H
- Oddbjørn Hagen
- Erik Håker
- Timon Haugan
- Kristine Gjelsten Haugen
- Nina Haver-Løseth
- Arild Holm
- Mina Fürst Holtmann

## J
- Finn Christian Jagge
- Liv Jagge-Christiansen
- Kjetil Jansrud
- Ola Buer Johansen
- Truls Johansen

## K
- Truls Ove Karlsen
- Aleksander Aamodt Kilde
- Marianne Kjørstad
- Lasse Kjus
- Kristine Kristiansen
- Henrik Kristoffersen
- Gro Kvinlog

## L
- Kajsa Vickhoff Lie
- Asgeir Linberg
- Astrid Lødemel
- Lene Løseth
- Mona Løseth
- Jeanette Lunde
- Espen Lysdahl
- Kristin Lysdahl

## M
- Ingeborg Helen Marken
- Atle Lie McGrath
- Fredrik Møller
- Marcus Monsen
- Marte Monsen
- Ragnhild Mowinckel
- Anne Marie Müller
- Lars Elton Myhre

## N
- Leif Kristian Nestvold-Haugen
- Bjørnar Neteland
- Harald Christian Strand Nilsen
- Laila Schou Nilsen
- Markus Nilsen
- Stina Hofgård Nilsen
- Kaja Norbye
- Tuva Norbye
- (Sondre Norheim - začetnik telemark smučanja)
- Jonathan Nordbotten
- Sondre Norheim

## O
- Alexander Steen Olsen

## P
- Axel William Patricksson
- Lucas Pinheiro Braathen (norveško-brazilski)

## R
- Kristina Riis-Johannessen
- Henrik Røa

## S
- Aane Saeter
- Astrid Sandvik
- Stian Saugestad
- Adrian Smiseth Sejersted
- Lotte Smiseth Sejersted
- Kenneth Sivertsen
- Atle Skårdal
- Maren Skjøld
- Bjarne Solbakken
- Eirik Hystad Solberg
- Sebastian Foss Solevåg
- Fabian Wilkens Solheim
- Odd Sørli
- Tom Stiansen
- Thea Louise Stjernesund
- Per Martin Sunde
- Aksel Lund Svindal
- Madeleine Sylvester-Davik

## T
- Jan Einar Thorsen
- Kari Traa
- Maria Therese Tviberg

## V
- Patrick Haugen Veisten
- Kajsa Vickhoff

## W
- Jesper Wahlqvist
- Bianca Bakke Westhoff
- Rasmus Windingstad